# Piaseczno Miasto Wąskotorowe

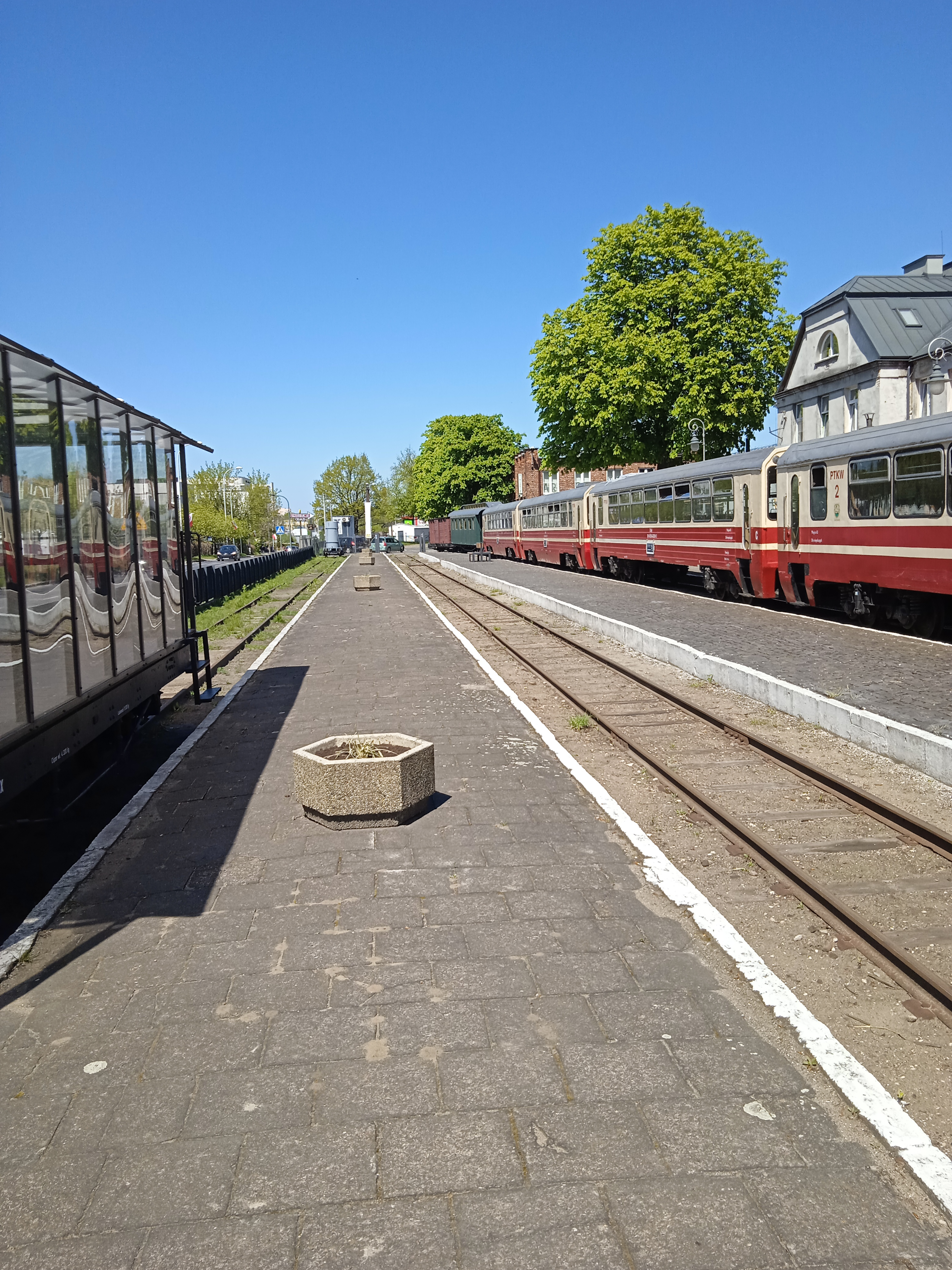
Skład turystyczny stoi na stacji Piaseczno Miasto Wąskotorowe w dniu 01.05.2023 roku.

Piaseczno Miasto Wąskotorowe – wąskotorowa stacja kolejowa w Piasecznie, w województwie mazowieckim, w Polsce. Obecnie stacja początkowa linii do Nowego Miasta nad Pilicą. Znajdują się tu warsztaty i zaplecze techniczne kolei.

## Infrastruktura

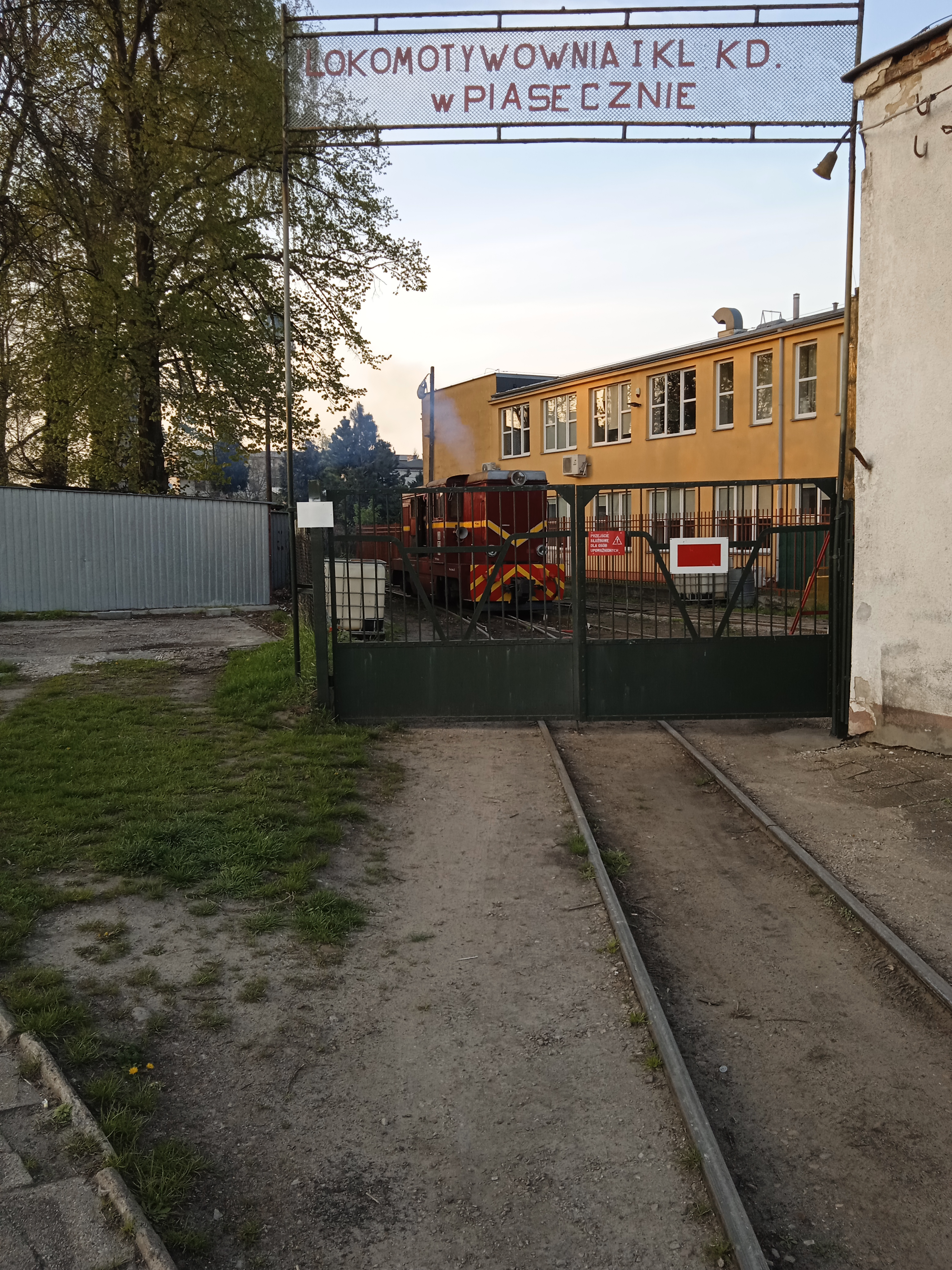
Spalinowóz Lxd2-465 stoi na terenie lokomotywowni 1 kl. Kolei Dojazdowych w Piasecznie, Kwiecień 2023.

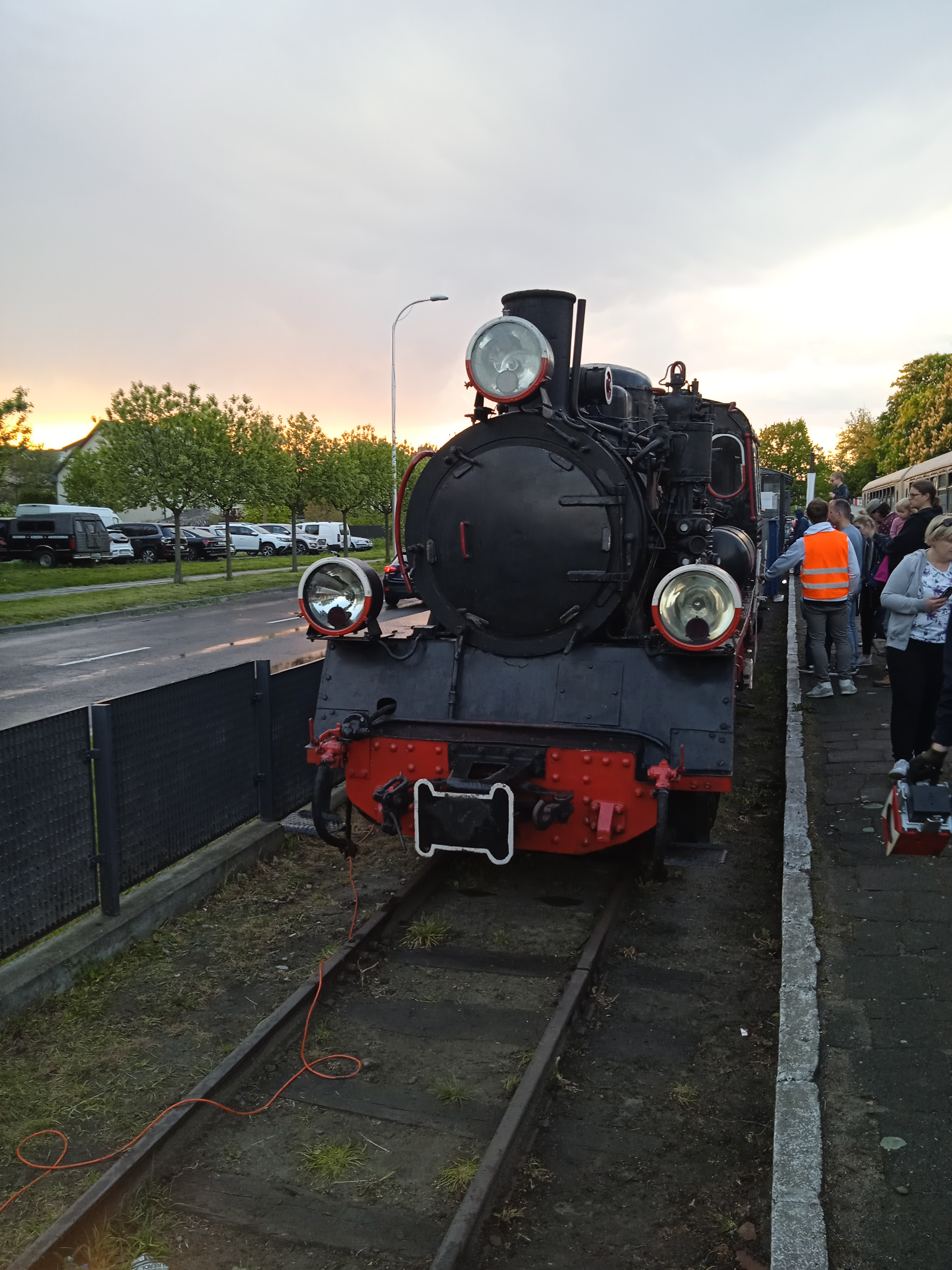
Parowóz Px48-3916 (który został sprowadzony z sieci Pomorskich Kolei Dojazdowych, znanych też jako ,,Gryficka Kolej Wąskotorowa") stoi wystawiony w czasie ,,Piaseczyńskiej Nocy Muzeów".

Obiekt posiada 3 perony, kształtowe semafory wyjazdowe,które są ulokowane w południowej głowicy stacji, adaptowany do celów mieszkalnych budynek dworcowy, lokomotywownię,  (w jednej z jej hal trzymane są wagony). Na terenie stacji znajduje się też pompownia (wieża wodna), która jest namiastką wzniesionej na planie prostokąta, wysokiej, a rozebranej w 1991 roku wcześniejszej wieży. Oprócz tego w przeszłości obiekt posiadał również grupę dwóch torów dodatkowych przy ul. Wojska Polskiego i semafor wjazdowy od strony Grójca